# Hadeel Kouki
Hadeel Kouki   (1992) és una activista dels drets humans de Síria.
A principis de març de 2011, quan era una estudiant de 19 anys d'edat a la Universitat d'Alep, Kouki afirma que va ser detinguda pel govern de Baixar al-Àssad durant 40 dies i tancada en aïllament per distribuir pamflets a favor de la revolució. No tenia accés a assessorament legal i no se li va permetre cap visita. Durant els mesos següents va ser arrestada i empresonada dues vegades més per assistir a manifestacions. El desembre de 2011, quan els agents d'intel·ligència militar la van citar amb la intenció de detenir-la per prestar assistència mèdica als manifestants, va fugir del país. Al principi es va amagar al desert, després es va dirigir cap a Turquia amb l'ajuda de l'Exèrcit Lliure de Síria. Des d'allà, va viatjar a França i Suècia, i més tard a Egipte, treballant per ajudar l'oposició siriana. Des de llavors, la seva família ha emigrat a Europa, alguns d'ells s'hi van introduir de contraban amb vaixell.
El 23 de febrer de 2012, afirma que la policia secreta siriana va irrompre al seu apartament al Caire (Egipte), li va amenaçar la vida i la va colpejar severament. Kouki s'ha dirigit al Consell de Drets Humans de les Nacions Unides, a la Cimera de Ginebra pels Drets Humans i la Democràcia, la Fundació Nova Amèrica, l'Institut de Pau dels Estats Units i altres grups.
En referència al règim d'Assad, durant un discurs al Líban, va dir: «Aquest règim en cap cas es pot considerar un protector dels drets de les minories o dels cristians». Ha criticat l'administració del president Barack Obama per no fer més per ajudar les minories de l'Orient Mitjà com els sirians cristians, els sirians laics i els kurds. També ha criticat que els líders religiosos cristians no s'han pronunciat: «Cap de les figures o líders cristians ens va preguntar quan estàvem sent torturats o colpejats a les presons».
Des de llavors, li han ofert asil polític en un país occidental.